# Əsədli (Sabirabad)
Əsədli è un comune dell'Azerbaigian situato nel distretto di Sabirabad. Conta una popolazione di 1 419 abitanti.